# ArtRave: The Artpop Ball
Az ArtRave: The Artpop Ball (az énekesnő írásmódja szerint artRAVE: The ARTPOP Ball) Lady Gaga amerikai énekesnő negyedik világ körüli turnéja volt, amellyel Artpop (2013) című harmadik stúdióalbumát népszerűsítette. A turné 2014. május 4-én indult a floridai Fort Lauderdale-ből és 2014. november 24-én ért véget Párizsban. A turné dátumai között olyan városok is szerepeltek, ahol Gaga korábban lemondta a Born This Way Ball turnéjának koncertjeit, miután csípősérülést szenvedett. Az ArtRave-turnét megelőzte egy fellépés a South by Southwest zenei fesztiválon, amely vitát váltott ki egy olyan rész miatt, amelyben egy művész lehányta Gagát. A turné előtt Gaga egy hétnapos koncertsorozatot adott a New York-i Roseland Ballroomban, Manhattanben.
Az ArtRave koncepciója és elnevezése a hasonló című, az Artpop album megjelenésekor tartott eseményből ered. A színpad egy barlanghoz hasonlított, és két részből állt, amelyeket áttetsző kifutók kötöttek össze, lehetővé téve a közönség számára, hogy a kifutók alatt mozogjanak a koncert közben. Gaga jelmezei között volt egy csápokkal, egy ékkövekkel és szárnnyal díszített, egy rave-ihlette öltözék és egy marihuánalevelekből készült nyaklánc is. A jelmeztervezők és a koreográfusok arra törekedtek, hogy egyetlen, összefüggő előadást hozzanak létre. A koncerthez használt világítótesteket Clay Paky biztosította, és a fő ötlet az volt, hogy a fényekkel egy magával ragadó rave-élményt teremtsenek. Úgy tervezték őket, hogy a show-szekvenciák kisebb változtatásaihoz is alkalmazkodni tudjanak.
A turné szervezője a Live Nation, promótere pedig az Absolut Vodka az Egyesült Államokban és az O2 az Egyesült Királyságban. Számos koncertre azonnal elkeltek a jegyek, amint elérhetővé váltak, ami további időpontok meghirdetését tette szükségessé. A turné kereskedelmi teljesítményéről szóló negatív híreket a Live Nation elnöke, Arthur Fogel visszautasította. Gaga többször is a Billboard Boxscore listák első tíz helyezettje között szerepelt a 2014-es turné bevételei tekintetében. Végül az ArtRave: The Artpop Ball összesen 83 millió dolláros bevételt hozott a 74 bejelentett koncertre eladott 920 088 jegyből. A Billboard az év kilencedik legjobb koncertkörútjaként listázta. A turné emellett pozitív visszajelzéseket kapott a kritikusoktól, de néhányan kritizálták összefüggéstelensége miatt. 2014. november 24-én a koncertet élőben közvetítették a franciaországi Bercy Arénából.

## Háttér

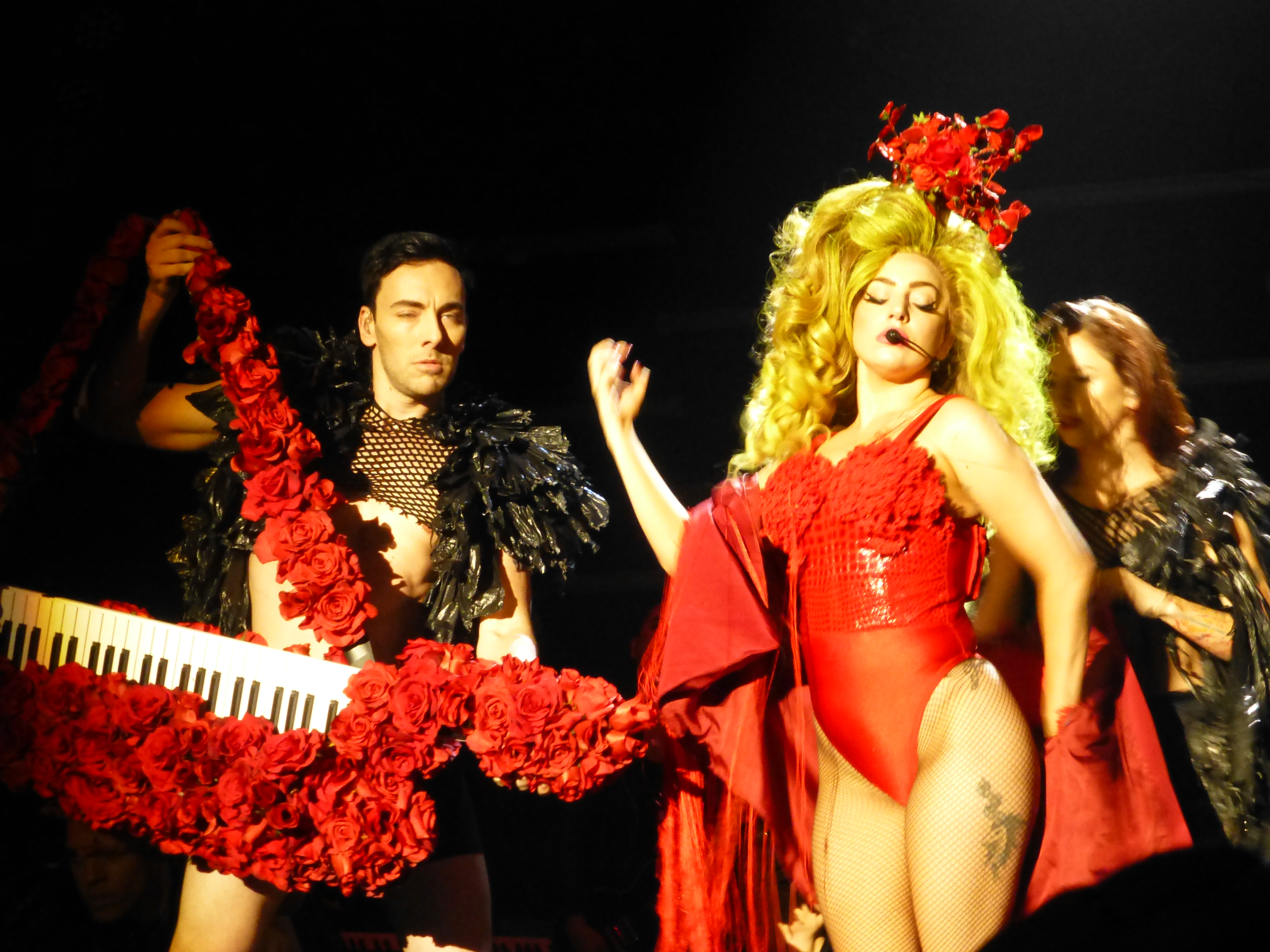
Gaga fellépés közben a Roseland Ballroomban tartott rezidencia-koncertsorozata alatt, 2014 márciusában

Az Artpop című harmadik stúdióalbumának megjelenésekor Gaga egy ArtRave elnevezésű zártkörű rendezvényt tartott New Yorkban, ahol dalokat adott elő az albumról és művészeti alkotásokat mutatott be. Később az ArtRave koncepcióját továbbfejlesztve létrehozta az ArtRave: The Artpop Ball turnét. Miután egy súlyos csípősérülés miatt váratlanul lemondta az előző Born This Way Ball (2012–13) turnéjának észak-amerikai szakaszát, a turné 2014. május 4-én a floridai Sunrise-ban kezdődött az Egyesült Államokban. Az ArtRave: The Artpop Ball keretében az énekesnő olyan városokba látogatott el, ahol a műtét miatt lemondta korábbi koncertjeit, valamint új városokban is fellépett. Gaga azt mondta a The Independentnek: „Amikor az Artpop Ball színpadán állok, a műsor lényege, hogy fogom azt, ami az életem zűrzavarát jelentette, és művészetet csinálok belőle – hogy felemeljem a művészi álmok és a kreativitás szellemét, és fogom mindazt, ami miatt fájdalmat éreztem, és dühöngök.... Sokkal elmélyültebben, meditatívabban közelítem meg az előadást. Tágra nyitott fülekkel játszom. Az ArtRave-nek vannak rituáléi, és van egy performansz-művészeti aspektus, amit megterveztem”. A turné kezdete előtt Gaga hat koncertet (március 28., 30., 31. és április 2., 4. és 6.) adott a New York-i Manhattanben található Roseland Ballroomban; ezek a koncertek voltak az utolsó fellépések a létesítményben. Április 7-re egy hetedik show-t is beiktattak, és ezzel hivatalosan is bezárták a helyszínt.
Gaga a texasi Austinban, a Doritos éves South by Southwest (SXSW) zenei fesztiválján, az ArtRave: The Artpop Ballhoz kapcsolódó egyszeri koncertet adott. A város zenei és szórakoztatóipari részlege eredetileg megtagadta az engedélyt Gaga fellépésére a helyszínen „közbiztonsági okokra” hivatkozva. Don Pitts, a részleg munkatársa elmondta, hogy a helyszín és egy parkolóhely közelsége volt az oka annak, hogy vissza kellett utasítaniuk Gaga kérelmét. 2014. március 6-án bejelentették, hogy Gaga mégis fellép a helyszínen. A jegyeket különböző versenyeken és kihívásokon keresztül értékesítették a rajongóknak. Randal Lane a Forbes-tól arról számolt be, hogy a koncert Gaga Born This Way Alapítványát és jótékonysági rendezvényeket támogatna, de ennek ellenére úgy vélekedett, hogy „a jegyek kiosztásának módja még mindig durva”. A koncertet kritika érte, amikor a művész Millie Brown az Artpop Swine című számának előadása közben zöld folyadékot hányt Gaga testére. Az előadásra az étkezési zavarok „dicsőítése” miatt érkeztek panaszok. A vitára reagálva Brown az MTV News-nak nyilatkozott: „Megértem, hogy az emberek miért teszik ezt az asszociációt, de az előadásom valójában nem magáról az étkezési rendellenességekről szól”. Maga Gaga a következőket nyilatkozta a Today-nek: „Millie és én tudjuk, hogy nem mindenki fogja szeretni ezt az előadást, de mindketten nagyon hiszünk a művészi kifejezésben és az erős identitásban, és támogatom őt és azt, amit csinál. Az Artpop, az új albumom a művészet és a zene összehozásáról szól a kreatív lázadás jegyében, és számunkra ez az előadás művészet volt a maga legtisztább formájában”.

## Kidolgozás

### Színpadkép

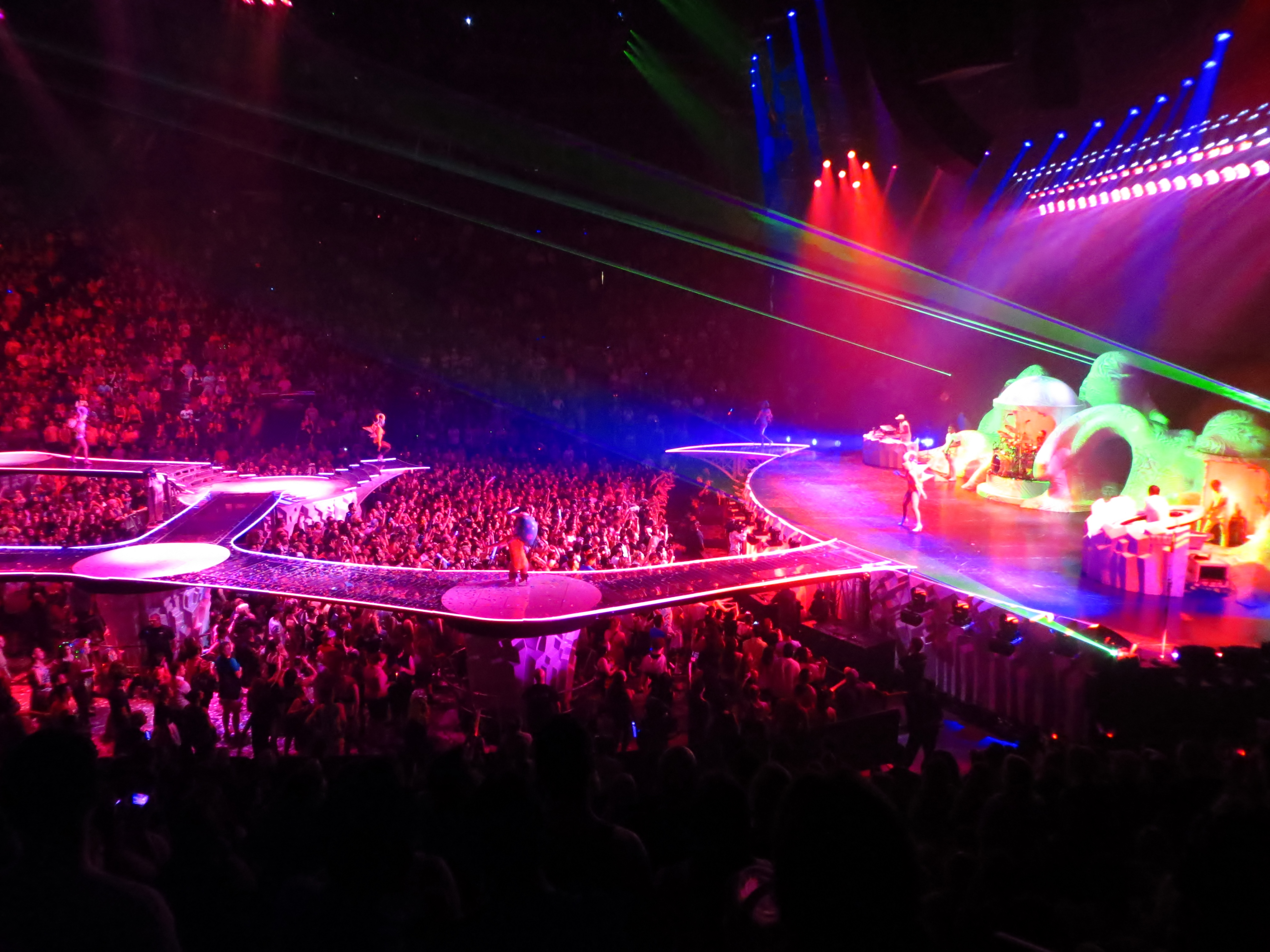
A turné színpada a közönségbe nyúló kifutókkal

Gaga a Capital FM-nek elmondta, hogy a turnéhoz valami mást akart, mint a „Monster Pit” elrendezést, amit korábban a Born This Way Ball turnénál alkalmazott, mivel mindig csak az aréna egy bizonyos részében léphetett fel. Ezért Gaga és csapata úgy gondolta, hogy két színpadot építenek, egy főszínpadot és egy mellékszínpadot az aréna túlsó végén. Ezt egy hosszú kifutóval kötnék össze, amely az aréna több szekciója felé is kikanyarodna, lehetővé téve az énekesnő számára, hogy interakcióba lépjen a közönséggel. 2014 márciusában Gaga tweetelt egy képet a színpadról, amelyen egy kifutó látható, amely a főemelvénytől egészen az általános belépőjegyes ülésekig nyúlik, majd két további kifutóra ágazik szét, amelyek a nézőtéren lévő kis színpadokban végződnek. Az első kifutó végén egy másik emelvényt építettek, amely közvetlenül a tömegbe ereszkedett. Gaga megjegyezte, hogy a 110 láb (34 méter) hosszú kifutókat olyan anyagból készítik majd, ami áttetszővé teszi őket, hogy a tömeg táncolhasson alatta, miközben a showt is nézni tudja. A főszínpadot egy fehér barlangként jellemezték, amely az 1989-es A kis hableány című Disney-filmből ismert Atlanticára emlékeztetett, és digitális háttérként csillagokat és a holdat jelenítették meg.
A zenekar a színpadon lévő fehér kupola-szerű szerkezetek belsejében kapott helyet, amelyeket John Jurgenson, a The Wall Street Journal munkatársa úgy jellemzett, mint a Tatuin bolygót a Csillagok háborúja filmsorozatban. Az egyik áttetsző kifutó végén egy zongora volt elrejtve a képregénybeli Superman magányos erődjére emlékeztető hatalmas, cseppkőszerű szerkezetek alatt. A zongorás terület mellett egy bár is helyet kapott, ahol a közönség italokat rendelhetett, miközben a műsort élvezték. Carl Williot az Idolator weboldalról összehasonlította a színpadot az ArtRave színpadával, és úgy érezte, hogy a meghosszabbított kifutóval és a kisebb színpadokkal úgy nézett ki, mint egy „rovar”. A kép nyilvánosságra kerülését követően a #LadyGagaTourStage hashtag világszerte trendingelni kezdett a Twitteren. Stacy Lambe, az Out magazin munkatársa szerint a színpad megépítése több mint 21 000 órát vett igénybe, beleértve a kifutókat is. A színpadon 15 felfújható fa kapott helyet, amelyeket a műsor egyik szegmensében felfújnak, hogy egy kertet hozzanak létre. Az egész díszlet lebontása három órát vett igénybe, és 21 teherautó kellett ahhoz, hogy az egyik helyszínről a másikra szállítsák. Jason "JD" Danter produkciós menedzser elmondta, hogy az egész előkészület reggel 8:00 órától kezdődött, a világítás és a hang ellenőrzése pedig hat órát vett igénybe.
A show elkészítéséhez Gaga felkérte Richard Jackson koreográfust, és kreatív csapatával, a Haus of Gagával közösen találták ki az ötleteket arra vonatkozóan, hogyan épüljön fel a show, és milyen zenéket adjanak elő. Emellett meg kellett találniuk a módját annak is, hogy a különböző ötleteket együttesen ötvözzék, hogy egyetlen, koherens show-t alkossanak. A koreográfiához, amely az összes jelenlévő színpadot felölelte, Jacksonnak különböző megközelítést kellett alkalmaznia, hogy a közönség minden szögből láthassa az előadást.

### Jelmezek

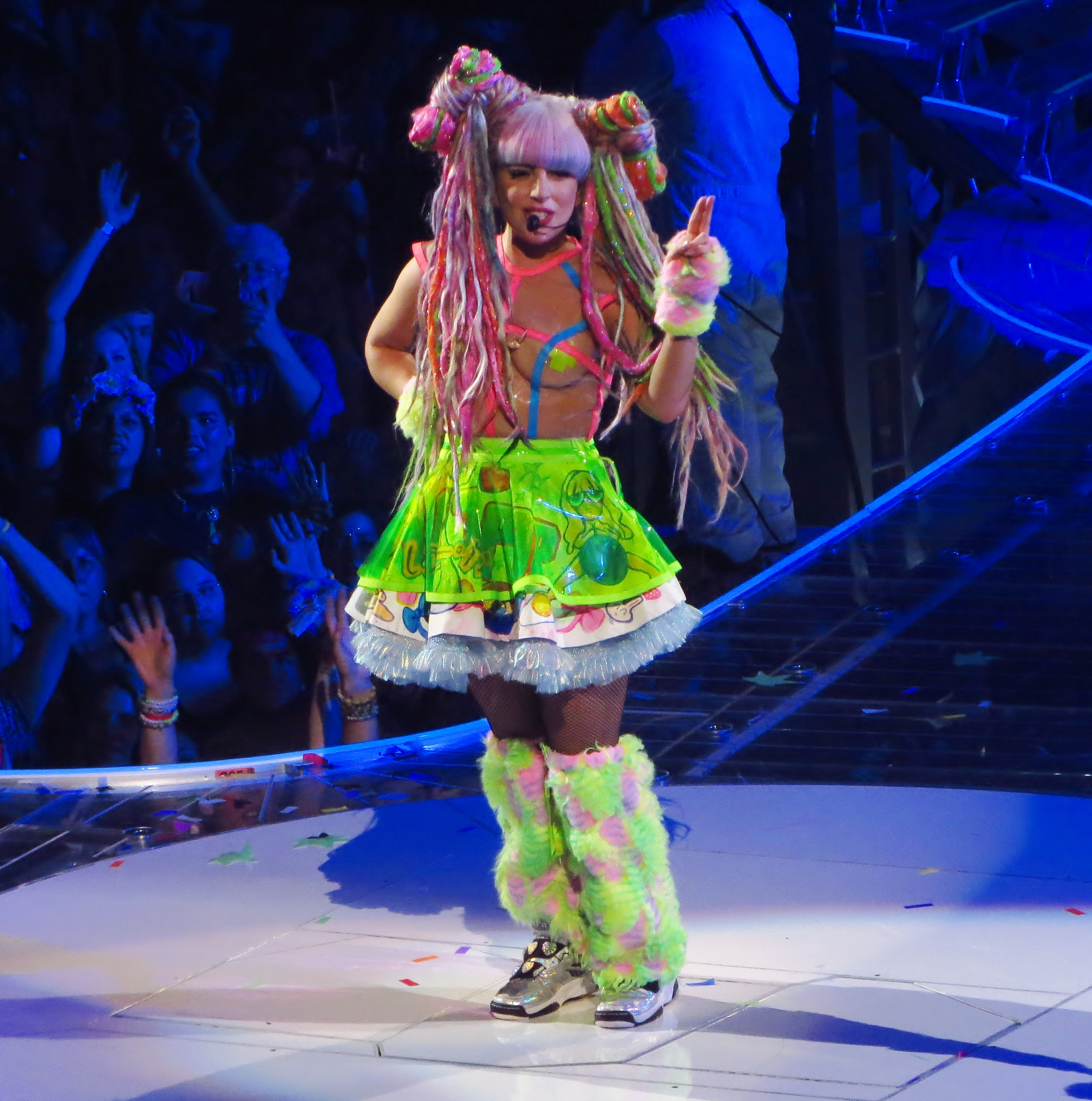
Gaga a rave girl ihlette ruhában, amit az utolsó szegmensben viselt

Gaga a nyitóestig nem adott ízelítőt a turné jelmezeiből. A showhoz hét ruhát készítettek, melyeket a különböző szegmensben viselt. Az első egy ékköves dressz volt, amelynek közepéhez Jeff Koons kék Tükörgömbje volt rögzítve; a gömböt korábban az Artpop album borítóján használták. Gaga a ruhát egy pár tollas szárnnyal egészítette ki, miközben a The Fame korszakában viselt külsejére emlékeztető szőke parókát viselt. Az utolsó szegmensre egy rave ihlette ruhát viselt, amely színes rasztákból és szőrméből készült lábmelegítőkből állt. Egy pántokból és műanyagból álló felsőt viselt hozzá. Az egyik összetett jelmez latexből készült, és egy pöttyös dresszből, valamint a ruhára erősített csápokból, illetve egy fejdíszből állt, amelyből két csáp volt kivezetve.
Az énekesnő egy rövid ruhát is viselt, amelyhez platinaszőke parókát párosított; a ruha egy másik változatához egy ruhakölteményt csatoltak, és Gaga egy Donatella Versace által inspirált hosszú parókát viselt. Az utolsó performansz előtt Gaga fekete latexnadrágot és topot viselt, fején zöld parókával és marihuánalevelekből készült nyaklánccal. Végül Gaga egy kagylós bikinifelsőt és egy hatalmas parókát is viselt; az összeállítást Gaga már korábbi élő fellépéseken is viselte az Artpop-korszakban. Táncosai neonszínű ruhákat viseltek, hozzájuk illő fejfedőkkel és kiegészítőkkel. Gagának számos egyedi kelléke is volt, többek között egy Gibson Flying V gitár a Venus alatt, egy mancs alakú műanyag szék és egy csikóhal alakú billentyűs hangszer.
A BBC News beszámolója szerint a turné néhány jelmezét a Sunderlandi Egyetem divatszakán végzett Dayne Henderson tervezte. Gaga egyik stylistja választotta ki, miután meglátta az énekesnőnek küldött tweetjét, amelyen egy fotó volt a tervéről, amely a fétisdivat által inspirált ruhákat tartalmazott. Henderson csuklyákat, maszkokat és fejdíszeket tervezett Gaga és táncosai számára. A ruhákat latexből kellett legyártania, és 12 napon belül le kellett szállítania Gaga menedzsmentjének.

### Fénytechnika
A produkciós és fénytervező Roy Bennett a Clay Paky A.leda B-Eye K20 LED-alapú mozgófényeket és a Clay Paky Sharpyt használta világítási tartozékokként. Szintén a PKG mintegy 120 B-Eye-t szereztek be a turnéhoz, a világítást három teljes méretű grandMA2 és 10 NPU vezérelte. Jason Baeri, a világítás programozója szerint „Bennett megközelítése az volt, hogy a show egy olyan magával ragadó rave legyen, amely tükrözi Gaga non-stop party-esztétikáját.... Ez azt jelenti, hogy aktív, élő, vibráló és nagy energiájú – ez megköveteli, hogy ugyanolyan aktívak legyünk a színpadon, mint a tömegben. A közönség ugyanúgy része a díszletnek, mint a nézőtér, így be kellett vonnunk őket is, hogy részesei legyenek Gaga bulijának, ne csak távolról nézzék a látványelemeket. Cue-ügyileg ez majdnem olyan, mintha egyszerre két show-t programoznánk: mindkettőnek egyetlen összetartó elemként kellett működnie”.
Bennett 2013 novemberétől kezdte el tervezni a fénytechnikát, majd három hónappal később bemutatta azt Gagának. Ő jóváhagyta a Bennett által kidolgozott közönségélmény-témát.. A B-eyes-okat, amelyeket korábban a Roseland show-kban használtak, a turné 3*40 láb (0,91 m × 12 m) méretű videoképernyők fölé szerelték fel. A színpad elején, hátul, oldalt, valamint a nézőtér feletti állványokon mindenütt Sharpy felszereléseket használtak. Ezek voltak a turné fő fénytechnikai kiegészítői. Baeri elmondta, hogy a magas pixelszám miatt technikai kihívásokkal kellett szembenézniük. A B-Eyes összesen 4500 pixelt adott hozzá, és minden lehetséges konfigurációban variálták. A fényhatások az előadott dal hangszínével és hanglejtéseivel együtt változtak. A Clay Paky-t az A.C.T Lighting forgalmazta Észak-Amerikában. A Solotech-et szerződtették videós kivitelezőnek, míg a 8th Day Sound group volt a hangtechnikai kivitelező a turné során.

## A koncert összefoglalása

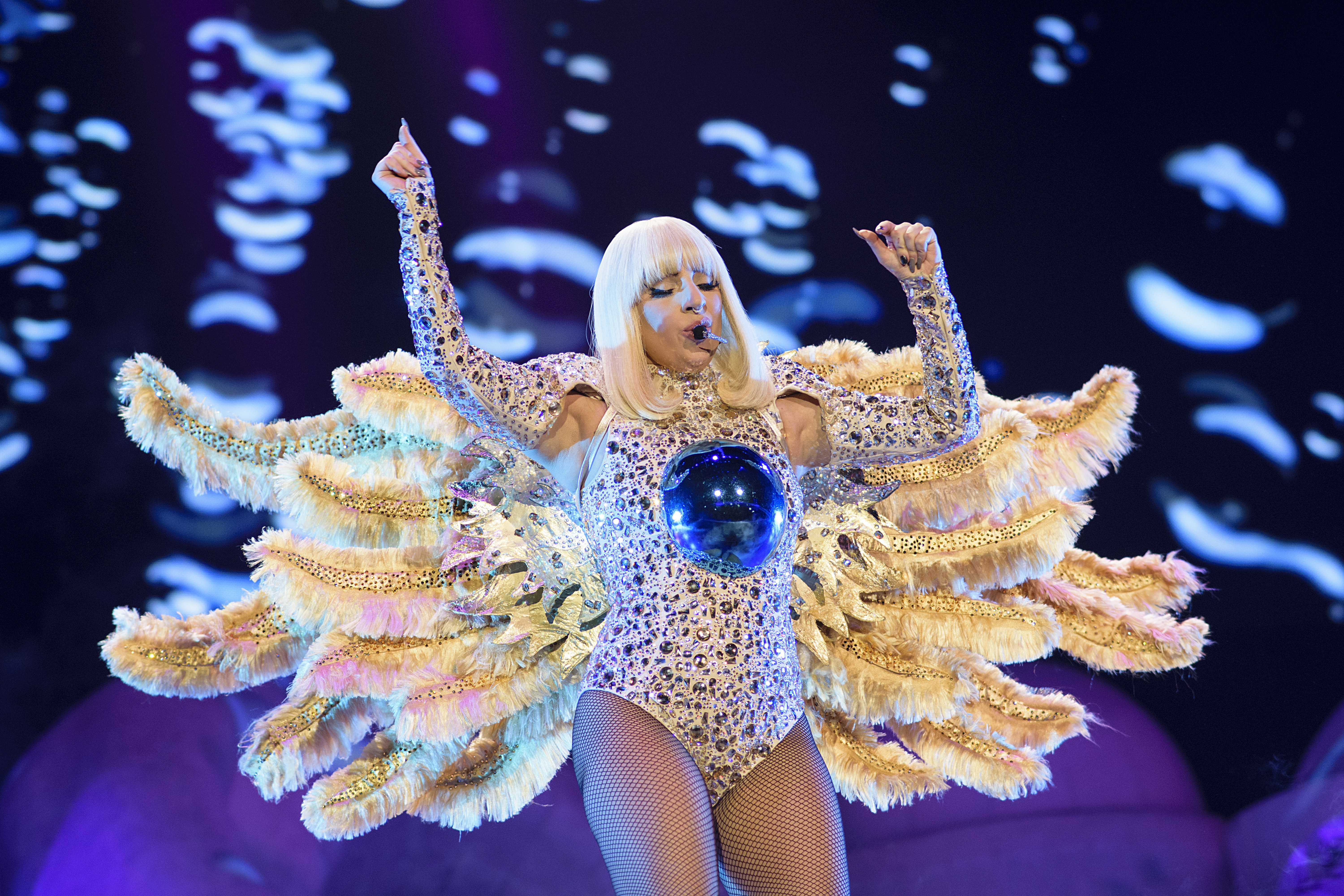
Gaga az Artpop című szám előadásával kezdte a koncertet

A koncert a turnéról szóló videós bevezetővel kezdődik, majd a színpadon táncosok jelennek meg lufikkal és kék Tükörgömbökkel a kezükben. A videó továbbra is megy a háttérben, miközben Gaga felemelkedik a színpad alól. Arany dresszt visel, a hátán szárnyakkal. Első dalként az Artpop-ot adja elő, majd a G.U.Y. következik. Utóbbira a videóklipben látható koreográfiára táncol. Ezután következik a Donatella, miközben a kivetítőn villogó csillagok és színes felhő alakzatok láthatóak. A dal végén Gaga végigvonul a kifutón és leereszkedik a színpadról.
A koncert következő felvonása a Venus számmal kezdődik, a színpadon óriási felfújható növények tűnnek elő. Gaga egy kagylókból álló bikiniben tér vissza és egy gitáron játszik. Egy rövid beszéd után következik a Manicure. Gaga ismét eltűnik, hogy újabb ruhacserét hajtson végre. Fehér ruhában és fehér parókában tér vissza, hogy előadja a Just Dance rövidített változatát. Gaga csikóhal formájú billentyűs hangszeren játszik. Előadja a Poker Face és a Telephone rövidített változatait is, majd ismét öltözetet vált. Ezalatt a Partynauseous szól.
Az újabb felvonásban Gaga egy polipot idéző ruhában tűnik fel, hogy előadja Paparazzi című dalát. Míg ő a kifutó felé tart, táncosai már felállították neki a „Szörny Mancs Széket”. Gaga felül rá, majd mikor az emelkedni kezd, elénekli a Do What U Want-ot. Ezután a zongorához siet, hogy előadja a Dope és a You and I dalokat. Később Gaga egy rajongót hív fel a színpadra, és elénekli a Born This Way zongorás változatát. A felvonás végén Gaga ismét eltűnik a színpadról, miközben a háttérben a Jewels n’ Drugs című szám szól.
Gaga fekete latexruhában és zöld parókát viselve tér vissza a színpadra. Elénekli a The Edge of Glory, a Judas és az Aura című dalok egyvelegét, ezzel megkezdődik az ötödik felvonás. Ezután egy vörös díványt hoznak be a táncosok, melyen Gaga elénekli a Sexxx Dreams-t, majd azt egy tucat fehér székre cserélik a Mary Jane Holland előtt. A táncosok és Gaga eddig nem ismert koreográfiát adnak elő a székekkel. Az Alejandrót már a kifutón énekli néhány táncosa kíséretében. A dal végén Gaga ismét eltűnik, hogy ruhát váltson. Az ötödik felvonás akkor indul, amikor Cher-szerű öltözékben megjelenik, és a Bang Bang (My Baby Shot Me Down) című dalt énekli. Gaga ezután a Bad Romance című dalt adja elő egy rave-inspirált jelmezben, majd az Applause következik. Gaga elbúcsúzik a közönségtől, és elénekli a Swine-t, amely alatt táncosai plüssállatokat lőnek ki ágyúból a tömegbe. Az előadás alatt Gaga leveszi a parókáját, és disznómaszkos, félmeztelen férfiakkal táncol. Elhagyja a színpadot egy utolsó jelmezváltásra, majd megjelenik, hogy a ráadásban előadja a Gypsy-t. A dal nagy részét a zongoránál énekli el, majd visszamegy a főszínpadra, hogy lezárja a koncertet; Gaga leereszkedik a színpadról.

## Kereskedelmi teljesítmény

### Jegyeladások

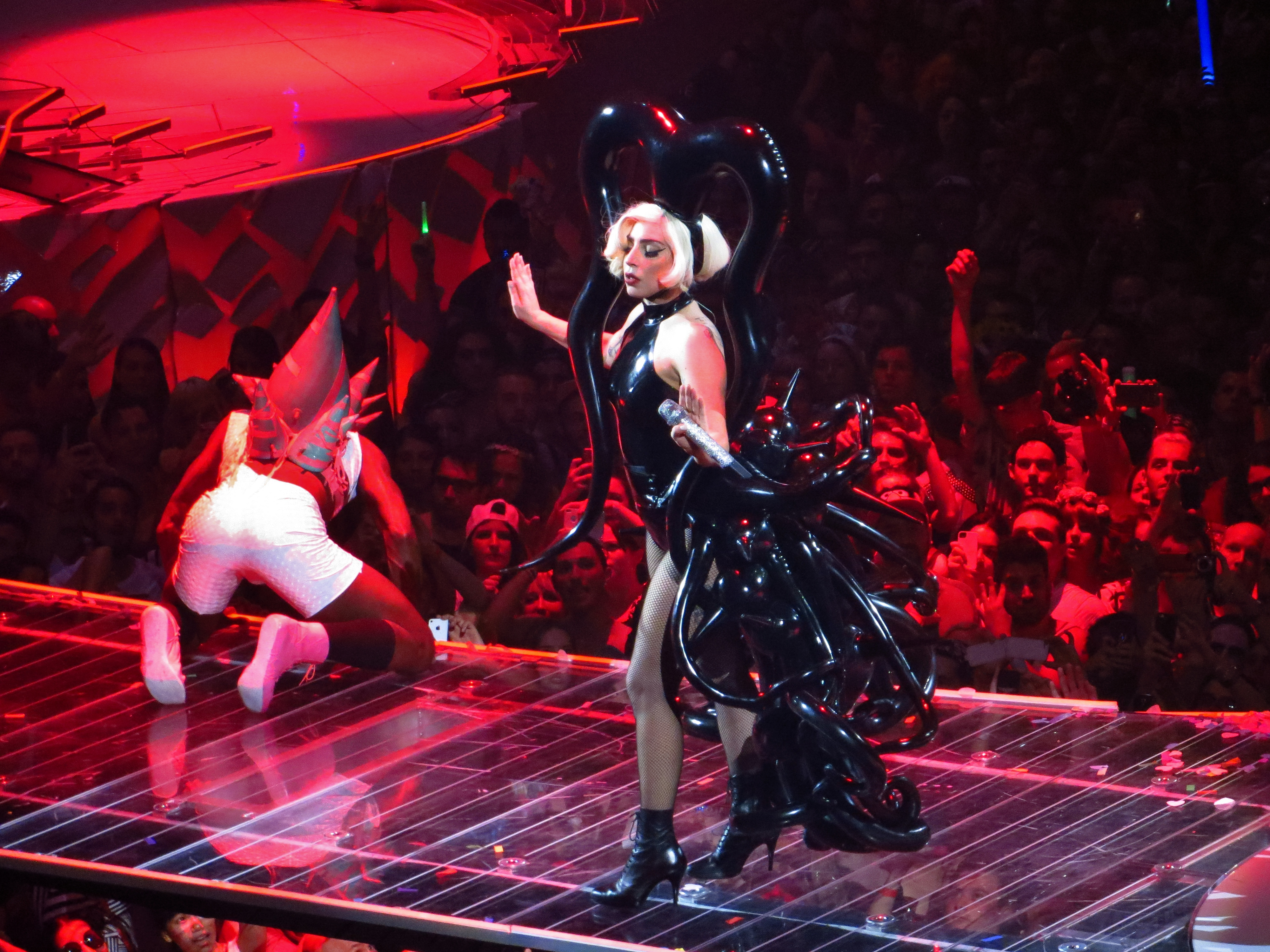
Gaga a Paparazzi című számot adja elő, a csápos ruhát viselve

A jegyeket elsőként Gaga közösségi oldalának, a Littlemonsters.com-nak a tagjai vásárolhatták meg. Egyedi kódot kaptak az online jegyvásárláshoz, de tagonként csak négy jegyet vásárolhattak. A Live Nation szerint a turnéra az első adag jegyet 2013. december 9-től kezdték el árusítani, és Torontóból, Winnipegből, Calgaryból, Los Angelesből és Edmontonból órákon belül teltházas koncertekről számoltak be. Ennek hatására két új dátummal bővült az ütemterv: Június 26-án a milwaukee-i Marcus Amphitheaterben, június 28-án pedig az Atlantic City-i Boardwalk Hallban. 2014. január 29-én Gaga közzétette a turné európai szakaszának dátumait, amely 2014. szeptember 23-án Belgiumból indult. Az énekesnő a brit O2 mobilhálózattal kötött egy olyan megállapodást, amely lehetővé teszi, hogy a vállalat ügyfelei három nappal az általános kibocsátás előtt jegyeket válthassanak a turnéra. Az üzlet része volt az is, hogy Gaga egy új reklámban szerepelt, amely a turné brit szakaszát népszerűsíti, és egy nagy, csillogó válltömésekkel ellátott ruhát viselt, miközben egy koncertszínpad felé futott. Ez volt a második alkalom, hogy Gaga együttműködött az O2-vel, először 2013 novemberében, hogy exkluzív hozzáférést biztosítson az Artpop dalaihoz a brit megjelenés előtt. A Ticketmaster arról számolt be, hogy a brit koncertekre öt percen belül elkeltek a jegyek, ami arra késztette az énekesnőt, hogy további két londoni dátumot iktasson be. 2014 áprilisában és májusában több állójegyet bocsátott árusításra, miután nagyobb befogadóképességet biztosított az összes brit helyszínre és összesen nyolc új időpontra.
Az amerikai dátumok alkalmával Gaga az Absolut Vodkával működött együtt, akik a színpad melletti bárt „Absolut Artpop Lounge” nevű váróvá alakították át, ahol a szerencsés rajongók egy része a show-t nézhette, miközben tetszés szerinti koktélt rendelhetett. Két rajongót a helyszínen választottak ki, akik a bárban foglalhattak helyet; a jegyeket az Absolut weboldalán meghirdetett versenyen keresztül is lehetett nyerni. Gaga elmondta, hogy az Absolut segítségével „a rajongóknak különleges élményt tudott teremteni, ahol valóban a színpadon belül ülhetnek, és saját bárjuk van. Ez egy hatalmas rave lesz a művészet és a kreativitás jegyében”. A weboldalon meghirdetett egyéb promóciók között szerepelt, hogy egy minden költséget fedező utat lehetett nyerni Gaga szeptember 30-i stockholmi koncertjére. Négy dátummal bővítettek Ausztráliában, 2014. augusztus 20-tól Perth-ben. Szeptember 10-én a dubaji Meydan Racecourse-on adott koncertet, de a Gulf News című újság arról számolt be, hogy a műsort cenzúrázni fogják az Egyesült Arab Emírségek kulturális hagyományainak tiszteletben tartása miatt. Marco Riois, a dubaji koncertet szervező AMI Live elnöke szerint „lesz néhány változtatás... Nem adhatja a teljes műsort, mert azt nem engedélyeznék. Szóval ez egy különleges koncert Dubaj és a kultúra számára”.

### Bevétel

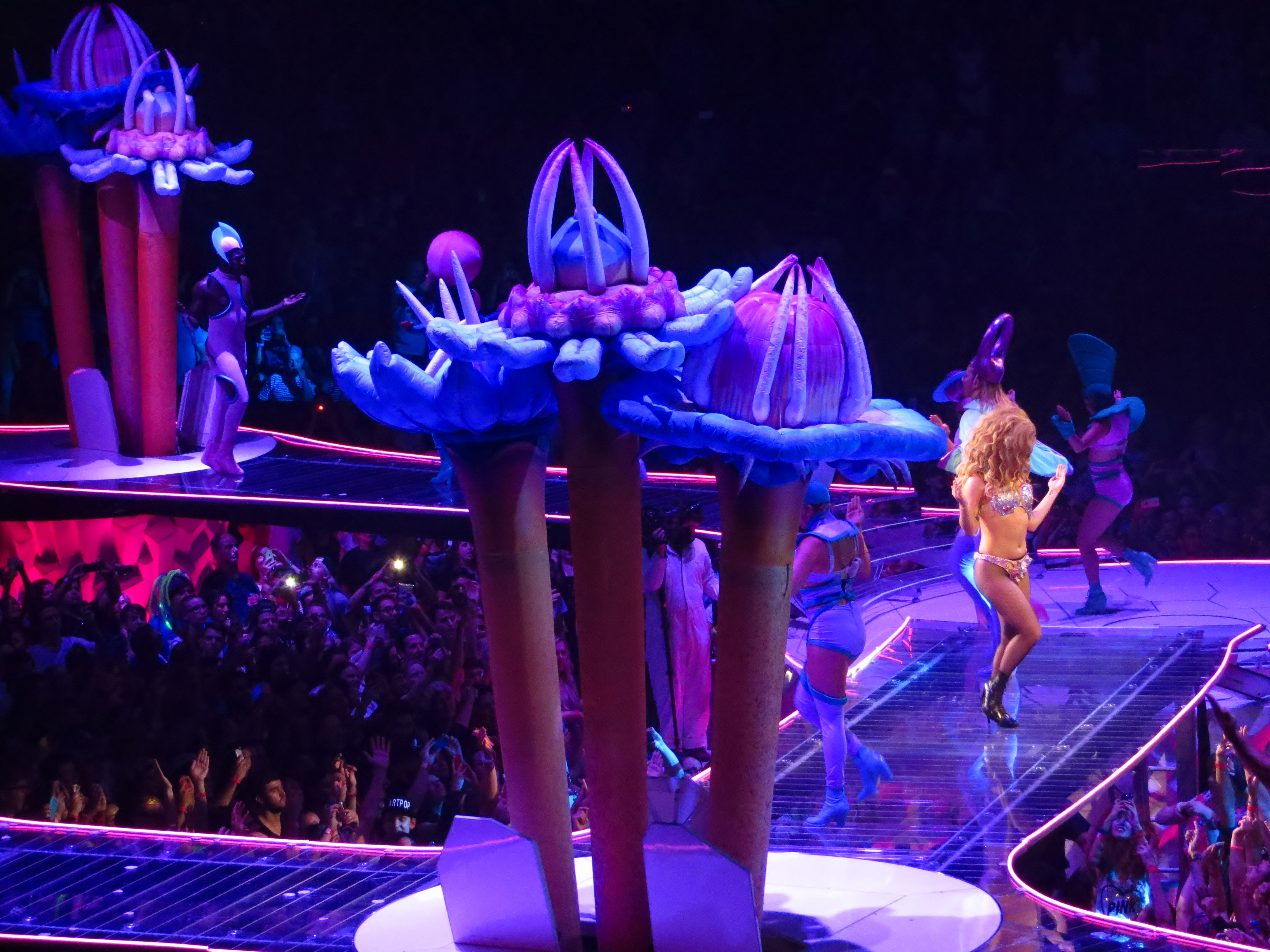
A Venus előadása alatt nagy virágok jelentek meg a színpadon

A Forbes beszámolt a Live Nation által a turnéra alkalmazott dicséretes jegyárakról. Jesse Lawrence a magazintól megjegyezte, hogy a jegyárak átlagosan 68 dollárra csökkentek Gaga elsődleges piacain, ezért gyorsan elkeltek a jegyek, szemben kortársaival, például Miley Cyrus Bangerz turnéjával, amelynek átlagos jegyára 86 dollár volt. Ezzel szemben Gaga másodlagos piacain az átlagár akár 269 dollárra is emelkedett, bár kevesebb jegy volt kapható, mint Cyrus turnéjára. Ez ismét azt eredményezte, hogy nyereséget értek el. Lawrence azzal zárta, hogy „Lady Gaga árazása, úgy tűnik, hosszabb távon gondolkodik, és arra összpontosít, hogy minél több rajongójának hozzáférést biztosítson, szemben azzal, hogy minden egyes dollárt kicsikarjon a jelenlegi turnéból”. 2014 áprilisában Lawrence arról számolt be, hogy Gaga Roseland Ballroomban tartott fellépését követően a másodlagos piacokon 5,3%-kal emelkedtek a turnéjegyek árai, a legnagyobb emelkedés az atlantai Philips Arénában volt tapasztalható. A Madison Square Gardenben a jegyek 338,81 dollárra emelkedtek, ami 42,6%-kal magasabb az átlagárnál. További helyszínek, ahol a jegyárak emelkedtek, a Paradise-i MGM Grand Garden Arena, a bostoni TD Garden és a chicagói United Center voltak. A Los Angeles-i Staples Centerben rendezett két koncert közül az elsőre magasabb árat határoztak meg, ami a show egyik legdrágább belépőjét eredményezte. Az árakat a második estére kiegyenlítették, és a turné előrehaladtával fokozatosan csökkentek. Ez a május 12. és 15. közötti turnéidőpont-váltásnál Washingtonban és Philadelphiában is megmutatkozott, ahol a jegyárak 29,5%-kal csökkentek.
A médiában olyan hírek jelentek meg, hogy a turné jegyeladásai csökkennek, amit Arthur Fogel, a Live Nation Global Touring részlegének elnöke „nevetségesnek” nevezett. A Billboardnak tisztázta, hogy a jegyek körülbelül 80%-át eladták Észak-Amerikában és Európában, és még mindig azon vannak, hogy nyilvánosságra hozzanak további dátumokat számos helyszínen. A 29 észak-amerikai koncert mintegy 26 millió dolláros bevételt hozott, előadásonként átlagosan majdnem 900 000 dollárt. Fogel kitért azokra az aggodalmakra is, hogy a Live Nation 30 millió dollárt bukott Gaga turnéján, mondván, hogy ha valóban hasonló helyzet állt volna elő, akkor a cég lemondta volna a koncerteket. „Egyszerűen nem tudom, hogy ez a szarság hogyan kaphat teret. Csak egy komplett bolond mondana ilyesmit, és ez csak olyasvalakitől származhat, akinek céljai vannak, mert ennek semmi értelme, semmilyen szinten” – zárta Fogel. A turnéra összesen 800 ezer jegyet adtak el – számolt be a Billboard.
2014 júniusában a Billboard közzétette a turné első bevételi adatait a június 2-i dátumig. Gaga a bevételi lista negyedik helyén végzett 13,9 millió dolláros összbevétellel és több mint 171 000 eladott jeggyel. A Roseland Ballroomban tartott előadásának bevételi adataiból az is kiderült, hogy több mint 24 000 eladott jegy mellett 1,5 millió dolláros bevételt ért el. 2014 októberében jelent meg a következő rangsorolás, amelyen Gaga a második helyen állt 509 741 jegy eladásával és 46 933 594 dolláros bruttó bevétellel. Az utolsó adatokat 2014 decemberében hozták nyilvánosságra, a párizsi Palais Omnisports Bercyben tartott utolsó előadás 1,2 millió dolláros bevételt és 13 013 nézőszámot hozott. Az ArtRave: The Artpop Ball összesen 83 millió dollárt hozott a Billboard Boxscore-nak bejelentett 74 koncertre eladott 920 088 jegyből. A Pollstar év végi Top 20 Worldwide Tours listáján Gaga a hetedik helyen állt 88,7 millió dolláros bruttó bevétellel és 947 852 eladott jeggyel 84 koncertre, beleértve a Roseland Ballroom hét koncertjét is. A Billboard az év kilencedik legjobb koncertkörútjaként sorolta fel, 76 bejelentett koncerttel.

## A kritikusok értékelései

### Észak-Amerika

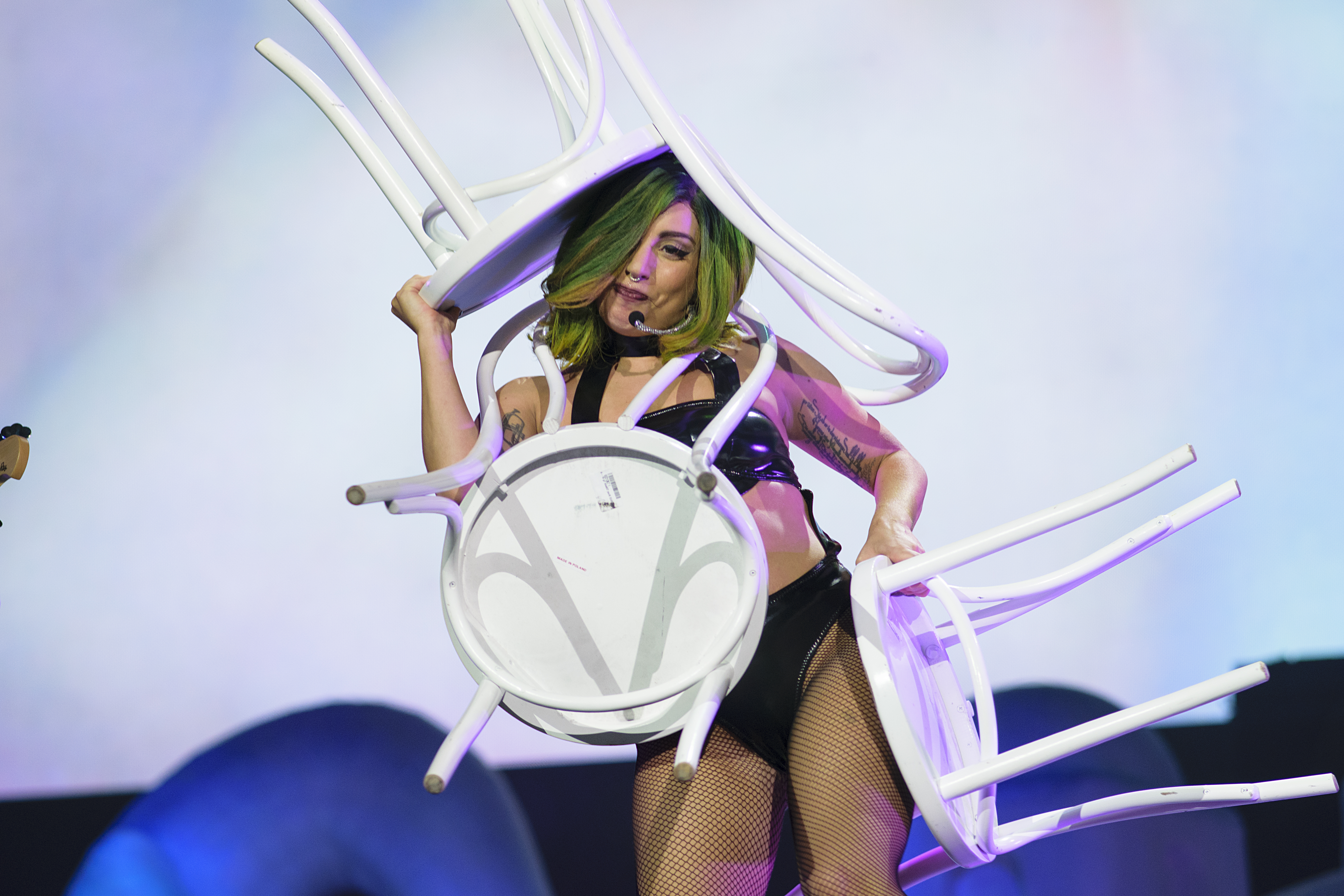
Gaga a Mary Jane Holland című számot adja elő zöld parókában, egy székekből álló szettel takarva magát

John Walker, az MTV News munkatársa a Sunrise-i nyitókoncertet értékelte, és le volt nyűgözve a műsortól. Különösen tetszett neki az a szegmens, amikor az Alejandro előadása után Gaga úgy döntött, hogy a színpadon átöltözik, és ezt stylistjai segítségével tette. Walker hozzátette, hogy „ennek bizonyítására [Gaga] letépte a zöld, vállig érő parókát a fejéről. Igen, szó szerint lekapta a saját parókáját.” Walker egy másik, az MTV-nek írt kritikájában hangsúlyozta továbbá, hogy a turné kibővítette Gaga jellegzetes „rajongó-előadó” kapcsolatait és a Born This Way Ball kapcsán kialakított színpadiasságát. Adam Carlson a Billboardtól dicsérte a műsort, mondván, hogy a „látványosságot” „meglepetéssé” változtatta. Dicsérte a koreográfiát és a folyamatos jelmezváltásokat, és kifejtette, hogy „beszélni [Gaga] előadásairól szórakoztatóbb, mint hallgatni őket, de ezt ne vegyük sértésnek. Egyszerűen csak van miről beszélni”. Chris Richards a The Washington Posttól azt mondta, hogy „egy popkoncerthez képest egy arénában [Verizon Center] jó érzés volt. A kölcsönös, feltétel nélküli szeretet nyilvános gyakorlataként ez egyedülállónak tűnt [Gagától]”.
Glenn Gamboa a Newsday-től le volt nyűgözve az előadásoktól, mondván: „Legyen szó a Venus bolondozásáról, a Donatella játékosságáról vagy a Do What U Want tradicionális souljáról, amelyet egy kis a cappella gospellel koronázott meg, olyan intenzitással töltötte meg a dalokat, amely ragályos volt.” Lauren Moraski a CBS News-tól úgy érezte, hogy Gaga „teljes erőbedobással” volt jelen a koncert alatt, és „úgy tűnt, hogy otthon van” a New York-i tömegben. Frank Scheck a The Hollywood Reportertől elismerően nyilatkozott a színpadképről, a jelmezekről és a turné általános szórakoztató aspektusáról, mondván, hogy „Madonnával ellentétben, aki hasonló, de határozottan hűvösebb, túlzásba vitt színjátékot folytat, Gaga tagadhatatlan kedvességgel és szívvel ruházza fel látványosságait”. Scheck pozitívan nyilatkozott a Gypsy és a Born This Way előadásáról.
Negatív kommentár érkezett Rob Sheffieldtől a Rolling Stone-tól, aki a Madison Square Gardenben tartott koncertet értékelte, és csalódott volt, „egy átlagos aréna-rock koncertnek nevezte, olyannak, ahol a zenekarnak egy silány új albumot kell reklámoznia”. Nem nyűgözte le, hogy Gaga úgy döntött, mellőzi a Born This Way-t és a sikeres kislemezdalait. Dan DeLuca a Philadelphia Daily News-tól azt írta, hogy „a műsort komolyan rontotta a túl sok elektro hajtású, táncosnak szánt dal az ARTPOP-ról, amelyek gyengeségei mindig kiderültek, amikor visszanyúlt a csábítóbb legnagyobb slágereihez”, és hogy „túl sok dalt” adott elő az Artpopról. A Boston Globe írója, James Reed úgy érezte, hogy „valami” hiányzott Gaga előadásából, és „üresnek” tűnt. Azt is kritizálta, hogy Gaga a háttérzenékre hagyatkozott a dalai eléneklésénél. Joey Guerra a Houston Chronicle-től úgy találta, hogy az koncert „összefüggéstelen” volt, mondván, hogy „kevés volt az igazi átmenet a szakaszok között, különösen a vége felé”.

### Óceánia, Ázsia és Európa

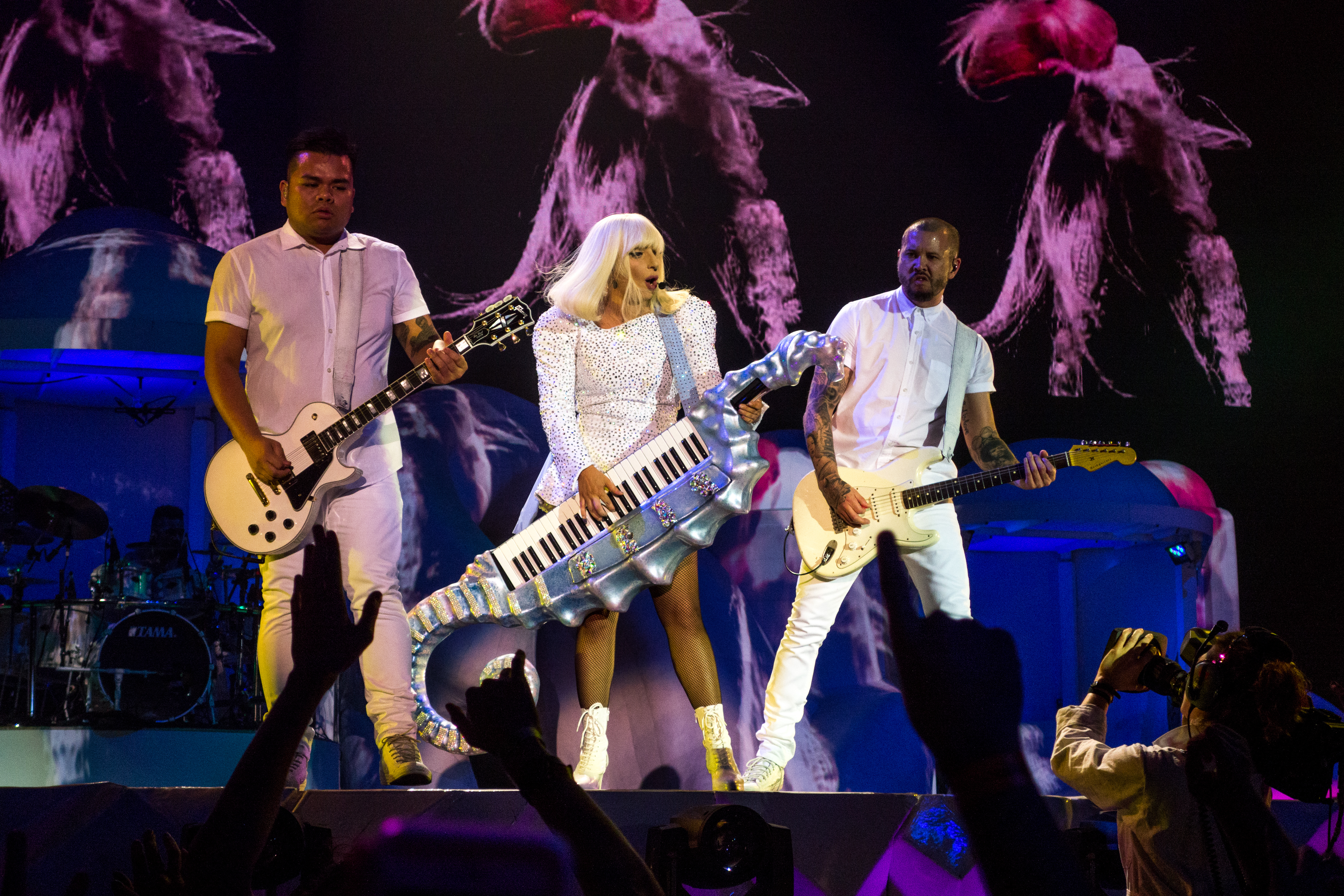
Gaga egy csikóhal formájú billentyűs hangszeren játszik a Just Dance előadása közben

Candice Barnes a Sydney Morning Heraldtól pozitív kritikát adott a koncertről, mondván, hogy Gaga „királynőhöz méltó show-t adott” a Perth Arénában. „A művészeti rave-ként beharangozott koncertet nehéz volt megkülönböztetni, hogy hol ér véget a művészet és hol kezdődik a zene” – zárta a cikket. Ezzel szemben Ross McCrae, a The West Australian munkatársa a showt „közepes arénarock show”-nak nevezte, és megjegyezte, hogy a közönséget nem igazán mozgatta meg az előadás. A jegyeladások elmaradását a News.com.au egyik kritikusa is megjegyezte, aki hozzátette, hogy „Lady Gagát soha nem lehet azzal vádolni, hogy élő produkcióiban nem figyel a részletekre, vagy nem nyújt teljes szívvel és energiával előadást”. Jenny Valentish a Time Outtól öt csillaggal jutalmazta a melbourne-i koncertet, Gagát „fenomenális énekesnőnek nevezte, hatalmas hanggal (...) aki bármilyen műfajban kipróbálhatja magát”, dicsérve az élő zenekart és a jelmezváltásokat is.
A The National kritikusa, Saeed Saeed „rendkívül szórakoztatónak” nevezte a műsort, amely „a popzene végső megbízatását teljesíti: táncoljuk el a gondjainkat”. A vallási okok miatt visszafogottabb dubaji koncertről írva Mohammed Kadry a Khaleej Times-tól megjegyezte, hogy Gaga még mindig képes volt „látványosságot” nyújtani, és „eltökélten próbált kapcsolatot teremteni a helyi közönséggel.” Debra Kamin a The Times of Israeltől dicsérte Gaga énekhangját, hozzátéve, hogy „a koncerten minden olyan volt, amit Gaga ígért, és amit a rajongók elvárnak tőle – harsány, szexuálisan explicit és észbontóan ragyogó”.
Dave Simpson a The Guardiantól pozitív kritikát adott a birminghami koncertről, 5-ből 4 csillagot adva a műsornak. Azt nyilatkozta, hogy „Gagát gyakran vádolták azzal, hogy csupa mesterkéltség és semmi szív, de a ma esti show egy erőteljes nyilatkozat egy olyan sztártól, aki nem hagyja magát megbélyegezni vagy leíratni”. Daniel Dylan Wray a The Independenttől 5-ből 4 csillaggal értékelte a birminghami koncertet, és az ArtRave-et „hangosnak, színesnek és gyakran a jó érzésű, laza bulis idők megtestesítőjének” nevezte. Katie Fitzpatrick a Manchester Evening News-tól 5 csillagból 5 csillaggal jutalmazta a koncertet. Dicsérte Lady Gaga hangját, élő zenekarát, a ruhákat és a rajongókkal való kapcsolatát – különösen ezen a koncerten, amikor Gaga segített egy rajongónak megkérni párja kezét a színpadon. Katie kijelentette, hogy „a hivalkodóan ArtRave névre keresztelt koncert újra megerősítheti, hogy Gaga, a show-woman határozottan a művészetéről szól. De ez az erőteljes tüdővel rendelkező kis hölgy kétségkívül csupa szív is”. Ludovic Hunter-Tilney a Financial Times-tól a koncertet az ötből három csillaggal értékelte. Az Artpop-dalokat a címadó szám kivételével kritizálta, de megdicsérte az akusztikus és zongorás részt.

## Élő közvetítés
2014. november 17-én Gaga a közösségi médián keresztül bejelentette, hogy az utolsó koncertet, amelyet a franciaországi Bercy Arénában tartottak november 24-én, világszerte élőben közvetítik a Yahoo! Live-on. A koncert a Robert Wilson által Gagáról készített fotósorozat bemutatásával indult és mintegy 30 percig tartott, amit maga a két órás show követett. A képeket később a párizsi Louvre múzeumban is kiállították.  Az élő közvetítés rekordot hozott a Yahooǃ Live-nak és a Live Nation koncertszervezőcégnek is.

## Dallista
Ez a dallista a 2014. november 22-i Newcastle-i koncertről származik. Nem reprezentálja a turné összes koncertjét.
1. Artpop
2. G.U.Y.
3. Donatella
4. Venus
5. Manicure
6. Just Dance
7. Poker Face / Telephone
8. Paparazzi
9. Do What U Want
10. Dope
11. You and I
12. Born This Way
13. Jewels n’ Drugs (átvezető)
14. The Edge of Glory
15. Judas / Aura
16. Sexxx Dreams
17. Mary Jane Holland
18. Alejandro
19. Bang Bang (My Baby Shot Me Down)
20. Bad Romance
21. Applause
22. Swine

Ráadás
1. Gypsy

Megjegyzések
- A Fashion! és a Cake Like Lady Gaga című dalokat előadta 2014. május 4-től 2014. június 3-ig.[72][73]
- A New York-i fellépés során T.I. csatlakozott Gagához a színpadon, hogy előadják a Jewels n’ Drugs című dalt.[74]
- A Calgaryban tartott koncert során Gaga előadta a Hair című dalt.[75]
- Az ottawai fellépés során Gaga előadta George Gershwin I’ve Got a Crush on You című dalának feldolgozását.[76]
- A tel-avivi fellépés során Tony Bennett megjelent a színpadon Gagával, hogy elénekeljék az I Can’t Give You Anything But Love című dalt.[62]
- A bécsi, manchesteri és barcelonai fellépések során Gaga előadta a 4 Non Blondes What’s Up? című dalának feldolgozását.[77][78]

## A turné állomásai
| Dátum (2014)  | Város            | Ország                  | Helyszín                      | Felvezető előadó                | Látogatottság           | Bevétel       |
| Észak-Amerika | Észak-Amerika    | Észak-Amerika           | Észak-Amerika                 | Észak-Amerika                   | Észak-Amerika           | Észak-Amerika |
| ------------- | ---------------- | ----------------------- | ----------------------------- | ------------------------------- | ----------------------- | ------------- |
| Május 4       | Sunrise          | Egyesült Államok        | BB&T Center                   | Lady Starlight                  | 12 977 / 12 977         | $1 173 695    |
| Május 6       | Atlanta          | Egyesült Államok        | Philips Arena                 | Lady Starlight Hacune Miku      | 10 480 / 10 480         | $941 142      |
| Május 8       | Pittsburgh       | Egyesült Államok        | Consol Energy Center          | Lady Starlight Hacune Miku      | 12 185 / 12 185         | $961 090      |
| Május 10      | Uncasville       | Egyesült Államok        | Mohegan Sun Arena             | Lady Starlight Hacune Miku      | 7722 / 7722             | $564 692      |
| Május 12      | Washington, D.C. | Egyesült Államok        | Verizon Center                | Lady Starlight Hacune Miku      | 14 866 / 14 866         | $1 014 800    |
| Május 13      | New York         | Egyesült Államok        | Madison Square Garden         | Lady Starlight Hacune Miku      | 14 326 / 14 326         | $1 625 812    |
| Május 15      | Philadelphia     | Egyesült Államok        | Wells Fargo Center            | Lady Starlight Hacune Miku      | 15 424 / 15 424         | $1 037 606    |
| Május 17      | Detroit          | Egyesült Államok        | Joe Louis Arena               | Lady Starlight Hacune Miku      | 11 971 / 11 971         | $954 173      |
| Május 18      | Cleveland        | Egyesült Államok        | Quicken Loans Arena           | Lady Starlight Hacune Miku      | 12 792 / 12 792         | $1 000 814    |
| Május 20      | Saint Paul       | Egyesült Államok        | Xcel Energy Center            | Lady Starlight Hacune Miku      | 10 084 / 10 084         | $796 395      |
| Május 22      | Winnipeg         | Kanada                  | MTS Centre                    | Lady Starlight Hacune Miku      | 12 507 / 12 507         | $974 017      |
| Május 25      | Calgary          | Kanada                  | Scotiabank Saddledome         | Lady Starlight Hacune Miku      | 12 662 / 12 662         | $982 731      |
| Május 26      | Edmonton         | Kanada                  | Rexall Place                  | Lady Starlight Hacune Miku      | 13 855 / 13 855         | $1 053 861    |
| Június 2      | San Diego        | Egyesült Államok        | Viejas Arena                  | Lady Starlight Hacune Miku      | 9332 / 9332             | $851 927      |
| Június 3      | San José         | Egyesült Államok        | SAP Center                    | Lady Starlight Hacune Miku      | 13 622 / 13 622         | $1 201 315    |
| Június 26     | Milwaukee        | Egyesült Államok        | Marcus Amphitheater           | Lady Starlight Crayon Pop       | 18 201 / 23 089         | $1 169 670    |
| Június 28     | Atlantic City    | Egyesült Államok        | Boardwalk Hall                | Lady Starlight Crayon Pop       | 13 363 / 13 363         | $1 366 626    |
| Június 30     | Boston           | Egyesült Államok        | TD Garden                     | Lady Starlight Crayon Pop       | 13 848 / 13 848         | $1 190 212    |
| Július 2      | Montréal         | Kanada                  | Bell Centre                   | Lady Starlight Crayon Pop       | 12 709 / 12 709         | $965 286      |
| Július 4      | Québec           | Kanada                  | Plains of Abraham             | N/A                             | N/A                     | N/A           |
| Július 5      | Ottawa           | Kanada                  | LeBreton Flats                | N/A                             | N/A                     | N/A           |
| Július 7      | Buffalo          | Egyesült Államok        | First Niagara Center          | Lady Starlight Crayon Pop       | 12 076 / 12 076         | $874 785      |
| Július 9      | Toronto          | Kanada                  | Air Canada Centre             | Lady Starlight Crayon Pop       | 15 813 / 15 813         | $1 355 260    |
| Július 11     | Chicago          | Egyesült Államok        | United Center                 | Lady Starlight Crayon Pop       | 15 112 / 15 112         | $1 314 360    |
| Július 14     | San Antonio      | Egyesült Államok        | AT&T Center                   | Lady Starlight Crayon Pop       | 10 125 / 10 125         | $888 278      |
| Július 16     | Houston          | Egyesült Államok        | Toyota Center                 | Lady Starlight Crayon Pop       | 11 410 / 11 410         | $967 441      |
| Július 17     | Dallas           | Egyesült Államok        | American Airlines Center      | Lady Starlight Crayon Pop       | 11 949 / 11 949         | $1 006 048    |
| Július 19     | Paradise         | Egyesült Államok        | MGM Grand Garden Arena        | Lady Starlight Crayon Pop       | 24 948 / 24 948         | $2 379 981    |
| Július 21     | Los Angeles      | Egyesült Államok        | Staples Center                | Lady Starlight Crayon Pop       | 26 923 / 26 923         | $2 444 324    |
| Július 22     | Los Angeles      | Egyesült Államok        | Staples Center                | Lady Starlight Crayon Pop       | 26 923 / 26 923         | $2 444 324    |
| Július 25     | Atlanta          | Egyesült Államok        | Centennial Olympic Park       | N/A                             | N/A                     | N/A           |
| Július 30     | Phoenix          | Egyesült Államok        | US Airways Center             | Lady Starlight Babymetal        | 8187 / 8187             | $670 198      |
| Augusztus 1   | Paradise         | Egyesült Államok        | MGM Grand Garden Arena        | Lady Starlight Babymetal        | [ h ]                   | [ h ]         |
| Augusztus 2   | Stateline        | Egyesült Államok        | Harveys Outdoor Arena         | Lady Starlight Babymetal        | 7189 / 7189             | $997 536      |
| Augusztus 4   | Salt Lake City   | Egyesült Államok        | EnergySolutions Arena         | Lady Starlight Babymetal        | 9359 / 9359             | $516 910      |
| Augusztus 6   | Denver           | Egyesült Államok        | Pepsi Center                  | Lady Starlight Babymetal        | 10 660 / 10 660         | $853 570      |
| Augusztus 8   | Seattle          | Egyesült Államok        | KeyArena                      | Lady Starlight                  | 10 882 / 10 882         | $874 668      |
| Augusztus 9   | Vancouver        | Kanada                  | Rogers Arena                  | Lady Starlight                  | 13 449 / 13 449         | $962 524      |
| Ázsia         |                  |                         |                               |                                 |                         |               |
| Augusztus 13  | Csiba            | Japán                   | QVC Marine Field              | Lady Starlight Momoiro Clover Z | 50 453 / 50 453         | $7 874 436    |
| Augusztus 14  | Csiba            | Japán                   | QVC Marine Field              | Lady Starlight Momoiro Clover Z | 50 453 / 50 453         | $7 874 436    |
| Augusztus 16  | Szöul            | Dél-Korea               | Olympic Stadium               | N/A                             | 55 000                  | N/A           |
| Óceánia       |                  |                         |                               |                                 |                         |               |
| Augusztus 20  | Perth            | Ausztrália              | Perth Arena                   | Lady Starlight                  | 8120 / 8120             | $744 661      |
| Augusztus 23  | Melbourne        | Ausztrália              | Rod Laver Arena               | Lady Starlight                  | 17 253 / 17 253         | $1 732 910    |
| Augusztus 24  | Melbourne        | Ausztrália              | Rod Laver Arena               | Lady Starlight                  | 17 253 / 17 253         | $1 732 910    |
| Augusztus 26  | Brisbane         | Ausztrália              | Brisbane Entertainment Centre | Lady Starlight                  | 9249 / 9249             | $913 894      |
| Augusztus 30  | Sydney           | Ausztrália              | Allphones Arena               | Lady Starlight                  | 20 445 / 20 445         | $1 818 090    |
| Augusztus 31  | Sydney           | Ausztrália              | Allphones Arena               | Lady Starlight                  | 20 445 / 20 445         | $1 818 090    |
| Ázsia         |                  |                         |                               |                                 |                         |               |
| Szeptember 10 | Dubaj            | Egyesült Arab Emírségek | Meydan Racecourse             | Lady Starlight                  | 8365 / 8365             | $1 835 201    |
| Szeptember 13 | Tel-Aviv         | Izrael                  | Yarkon Park                   | Lady Starlight                  | 18 984 / 18 984         | $1 786 945    |
| Európa        |                  |                         |                               |                                 |                         |               |
| Szeptember 16 | Isztambul        | Törökország             | ITU Stadium                   | Lady Starlight                  | 25 157 / 25 157         | $1 123 106    |
| Szeptember 19 | Athén            | Görögország             | Olympic Stadium               | Lady Starlight                  | 26 860 / 26 860         | $941 091      |
| Szeptember 23 | Antwerpen        | Belgium                 | Sportpaleis                   | Lady Starlight                  | 15 188 / 15 188         | $1 394 133    |
| Szeptember 24 | Amszterdam       | Hollandia               | Ziggo Dome                    | Lady Starlight                  | 14 196 / 14 196         | $1 273 725    |
| Szeptember 27 | Herning          | Dánia                   | Jyske Bank Boxen              | Lady Starlight                  | 10 534 / 10 534         | $916 980      |
| Szeptember 29 | Oslo             | Norvégia                | Telenor Arena                 | Lady Starlight                  | 8948 / 8948             | $708 509      |
| Szeptember 30 | Stockholm        | Svédország              | Ericsson Globe                | Lady Starlight                  | N/A                     | N/A           |
| Október 3     | Hamburg          | Németország             | O2 World Hamburg              | Lady Starlight                  | 11 430 / 11 430         | $1 094 202    |
| Október 5     | Prága            | Csehország              | O2 Arena Prague               | Lady Starlight                  | 10 734 / 10 734         | $776 719      |
| Október 7     | Köln             | Németország             | Lanxess Arena                 | Lady Starlight                  | 13 189 / 13 189         | $1 139 559    |
| Október 9     | Berlin           | Németország             | O2 World Berlin               | Lady Starlight                  | 10 555 / 10 555         | $950 331      |
| Október 15    | Birmingham       | Anglia                  | Barclaycard Arena             | Lady Starlight                  | 12 092 / 12 092         | $1 329 847    |
| Október 17    | Dublin           | Írország                | 3Arena                        | Lady Starlight                  | 11 497 / 11 497         | $1 117 109    |
| Október 19    | Glasgow          | Skócia                  | SSE Hydro                     | Lady Starlight                  | 11 554 / 11 554         | $1 278 571    |
| Október 21    | Manchester       | Anglia                  | Phones 4u Arena               | Lady Starlight                  | 14 719 / 14 719         | $1 625 149    |
| Október 23    | London           | Anglia                  | The O2 Arena                  | Lady Starlight                  | 42 845 / 42 845         | $4 631 817    |
| Október 25    | London           | Anglia                  | The O2 Arena                  | Lady Starlight                  | 42 845 / 42 845         | $4 631 817    |
| Október 26    | London           | Anglia                  | The O2 Arena                  | Lady Starlight                  | 42 845 / 42 845         | $4 631 817    |
| Október 30    | Párizs           | Franciaország           | Zénith Paris                  | Lady Starlight                  | 12 301 / 12 301         | $1 071 553    |
| Október 31    | Párizs           | Franciaország           | Zénith Paris                  | Lady Starlight                  | 12 301 / 12 301         | $1 071 553    |
| November 2    | Bécs             | Ausztria                | Wiener Stadthalle             | Lady Starlight                  | 11 586 / 13 598         | $1 055 678    |
| November 4    | Milánó           | Olaszország             | Mediolanum Forum              | Lady Starlight                  | 10 852 / 10 852         | $989 889      |
| November 6    | Zürich           | Svájc                   | Hallenstadion                 | Lady Starlight                  | 13 259 / 13 259         | $1 314 684    |
| November 8    | Barcelona        | Spanyolország           | Palau Sant Jordi              | Lady Starlight                  | 17 513 / 17 513         | $1 420 987    |
| November 10   | Lisszabon        | Portugália              | MEO Arena                     | Lady Starlight                  | 7345 / 7345             | $365 313      |
| November 13   | Birmingham       | Anglia                  | Barclaycard Arena             | Lady Starlight                  | 6129 / 6129             | $455 781      |
| November 16   | Glasgow          | Skócia                  | SSE Hydro                     | Lady Starlight                  | 10 403 / 10 403         | $681 824      |
| November 20   | Sheffield        | Anglia                  | Motorpoint Arena Sheffield    | Lady Starlight                  | 11 528 / 11 528         | $672 004      |
| November 22   | Newcastle        | Anglia                  | Metro Radio Arena             | Lady Starlight                  | 8779 / 8779             | $824 555      |
| November 24   | Párizs           | Franciaország           | Bercy Arena                   | Lady Starlight                  | 13 018 / 13 018         | $1 249 746    |
| Összesen      | Összesen         | Összesen                | Összesen                      | Összesen                        | 920 088 / 926 988 (99%) | $83 040 746   |

## Közreműködők
Közreműködők listája az ArtRave: The Artpop Ball turnéfüzetből.
Management
- Live Nation Global Touring – szervező (Világszerte)
- MAC Cosmetics – turné szponzor (Világszerte)
- Absolut Vodka (US), O2 (UK) – turné szponzor
- Bobby Campbell at Haus of Gaga – management
- Lane Bentley at Haus of Gaga – Napi ügyintézés
- Vincent Herbert for Streamline – manager
- Mary Jo Spillane – road manager
- Ky Cabot – turné manager
- Peter van der Veen – személyi testőr
- Kevin Bernal – személyi testőr
- Robert Marshall – személyi testőr

Main personnel
- Lady Gaga – előadó
- Richard "Richie" Jackson – vizuális rendező, koreográfus
- Brandon Maxwell – divattervező
- Roy Bennett – producer, világítástechnikai tervező
- Michael Bearden – zenei rendező
- Lacee Franks – kreatív koordinátor
- Alexander Delgado – művészi rendezés
- Vincent Herbert – manager for Streamline
- Sonja Durham – ügyvezető igazgató, Haus of Gaga
- Ashley Gutierrez – személyi asszisztens
- Tara Savelo – smink
- Frederic Aspiras – fodrász
- Perry Meek – jelmeztervező
- Sandra Amador – stylist
- Mary Jo Spillane – road manager
- Peter van der Been – személyi testőr
- Robert Marshall – személyi testőr
- Sarah Nicole Tanno – táncosok és a zenekar sminkese
- Travisean Haynes – táncosok és a zenekar fodrásza
- David Odom – fizikoterapeuta
- Asiel Hardison at Haus of Gaga – táncvezető
- Graham Breitenstein – táncos
- Karen Chuang – táncos
- Montana Efaw – táncos
- Kevin Frey – táncos
- Nick Geurts – táncos
- David Masterson – táncos
- Ian McKenzie – táncos
- Tamina Pollack-Paris – táncos
- Sloan-Taylor Rabinor – táncos
- Victor Rojas – táncos
- Gianinni Semedo Moreira – táncos
- Theresa Stone – táncos
- China Taylor – táncos
- Brockett Parsons – billentyűs hangszerek
- George "Spanky" McCurdy – dobok
- Lanar "Kern" Brantley – basszusgitár
- Ricky Tillo – gitár
- Tim Stewart – gitár
- Lady Gaga – gitár és billentyűsök/zongora, keytar
- LeRoy Bennett – díszlettervező, világítástechnikai tervező
- Whitney Hoversten – fénytechnikai rendező
- Jason Baeri – fénytechnikai programozó
- Oli James  – világítástechnikus (vezető)
- Alex Peters – világítástechnikus
- Mark Pritchard – világítástechnikus
- Mike Rothwell – világítástechnikus
- Leif Le Page – világítástechnikus
- James Jones III – világítástechnikus
- Matt "Skinny" Le Roux – világítástechnikus
- Chris Bartlett – világítástechnikus
- Jason Danter – gyártásvezető
- Alicia Geist - gyártási koordinátor
- Ky Cabot – turné manager
- Brian Wares – színpadmester
- Chris Organ – színpadmester/show caller
- Lisa Bruno - ruhatáros
- Bert Pare – videó rendező
- Tim Brennan – videómérnök
- Loren Barton – videó programozó
- Vincent Cadieux  – videótechnikus (vezető)
- Maxime Dube-Morais – videótechnikus
- Erin Lynch – videótechnikus
- Patrick Vaillancourt – videótechnikus
- Eric Simard – Hippo Media szervertechnika
- Hayden Hale – lézer kezelő és programozó
- Reid Schulte-Deme – speciális effektek technikája (vezető)
- David Harkness – speciális effektek technikája
- Robin Henry – automatizálási kezelő és programozó
- Todd Green – vezető asztalos
- Lonnie Adams – asztalos
- Kirk "Rockit" La Rocco – asztalos
- Erin O'Brian – asztalos
- Corey Proulx – asztalos
- Ernie Wagner – asztalos
- Scotty Waller – asztalos
- Carl Young – asztalos
- Ryan Snyder – asztalos
- Mike Farese – szerelő vezető
- Danny Machado – szerelő, állványozó
- Kenny "Skippy" Ruhman – szerelő, állványozó
- Rick Wilmot – szerelő, állványozó

## Fordítás
Ez a szócikk részben vagy egészben  az   ArtRave: The Artpop Ball című angol Wikipédia-szócikk fordításán alapul.  Az eredeti cikk szerkesztőit annak laptörténete sorolja fel. Ez a jelzés csupán a megfogalmazás eredetét és a szerzői jogokat jelzi, nem szolgál a cikkben szereplő információk forrásmegjelöléseként.